# Giuseppe Maria Rizzolati
Giovanni Domenico Rizzolati, in religione Giuseppe Maria da Clauzetto (Clauzetto, 30 ottobre 1799 – Roma, 16 aprile 1862), è stato un missionario e vescovo cattolico italiano.

## Biografia
Di modesta famiglia friulana, fu inviato a studiare presso i frati minori riformati della provincia romana, tra i quali abbracciò la vita religiosa nel 1820.
Destinato alle missioni dalla Congregazione di Propaganda fide, nel 1827 raggiunse la Cina ed esercitò il suo ministero prima nello Shaanxi e poi nell'Hukwang.
Fu da papa Gregorio XVI, nel 1839, nominato vicario apostolico di Hukwang e vescovo di Arad in partibus: eresse chiese, aprì scuole e orfanotrofi e fondò il seminario.
Subì persecuzioni e carcere a causa dell'ostilità del governo cinese alla penetrazione europea.
Nel 1856 lasciò la Cina e la guida del vicariato. Rientrato in patria, operò a Ferrara e poi si stabilì a Roma, nel convento di San Pietro in Montorio, dove attese alla redazione di un dizionario cinese-latino rimasto incompiuto.

## Genealogia episcopale e successione apostolica
La genealogia episcopale è:
- Cardinale Guillaume d'Estouteville, O.S.B. Clun.
- Papa Sisto IV
- Papa Giulio II
- Cardinale Raffaele Riario
- Papa Leone X
- Papa Clemente VII
- Cardinale Antonio Sanseverino, O.S.Io. Hier.
- Cardinale Giovanni Michele Saraceni
- Papa Pio V
- Cardinale Innico d'Avalos d'Aragona, O.S. Iacobi
- Cardinale Scipione Gonzaga
- Patriarca Fabio Biondi
- Papa Urbano VIII
- Cardinale Cosimo de Torres
- Cardinale Francesco Maria Brancaccio
- Vescovo Miguel Juan Balaguer Camarasa, O.S.Io. Hier.
- Papa Alessandro VII
- Cardinale Neri Corsini
- Vescovo Francesco Ravizza
- Cardinale Veríssimo de Lencastre
- Arcivescovo João de Sousa
- Vescovo Álvaro de Abranches e Noronha
- Cardinale Nuno da Cunha e Ataíde
- Cardinale Tomás de Almeida
- Cardinale João Cosme da Cunha, O.R.C.
- Arcivescovo Francisco da Assunção e Brito, O.E.S.A.
- Vescovo Alexandre de Gouveia, T.O.R.
- Vescovo Caetano Pires Pereira, C.M.
- Vescovo Gioacchino Salvetti, O.F.M. Obs.
- Vescovo Giuseppe Maria Rizzolati, O.F.M. Ref.

La successione apostolica è:
- Arcivescovo Théodore-Augustin Forcade, M.E.P. (1847)
- Vescovo Giuseppe Giacomo Novella, O.F.M. Ref. (1847)